# Turmoil (videojuego de 2016)
Turmoil es un videojuego de simulación por Gamious lanzado el 2 de junio de 2016. Está disponible en Steam.

## Jugabilidad
Turmoil está inspirado en la fiebre del petróleo del siglo XIX en Norteamérica. El jugador tiene que abrirse caminos para convertirse en un exitoso empresario petrolero. A medida que el usuario gana dinero desenterrando y vendiendo petróleo, la ciudad crecerá junto con ellos, lo que permitirá comprar mejoras, como más caballos o tuberías más grandes. El Modo de campaña permite al jugador comprar terrenos en una subasta y excavar en busca de petróleo utilizando zahoríes, topos, o escáneres, ganando tanto como pueda en un año. El jugador se enfrenta a tres IAs en cada nivel.

## Desarrollo
Turmoil estuvo en una fase de prototipo por un año antes de ingresar a Steam Early Access en junio de 2015. Después de pasar otro año en acceso anticipado, Turmoil fue lanzado a Steam en junio de 2016. En febrero de 2017, Turmoil también se lanzó en iOS para iPad.

## Recepción
El juego fue recibido como un juego extremadamente simple, pero con mucha repetición. También se cito como "El epitome de la simplicidad" y "una estrategia de gestión adictiva y nostálgica".